# ザグロス山脈

ザグロス山脈とアラビア・ユーラシア両プレートの位置関係

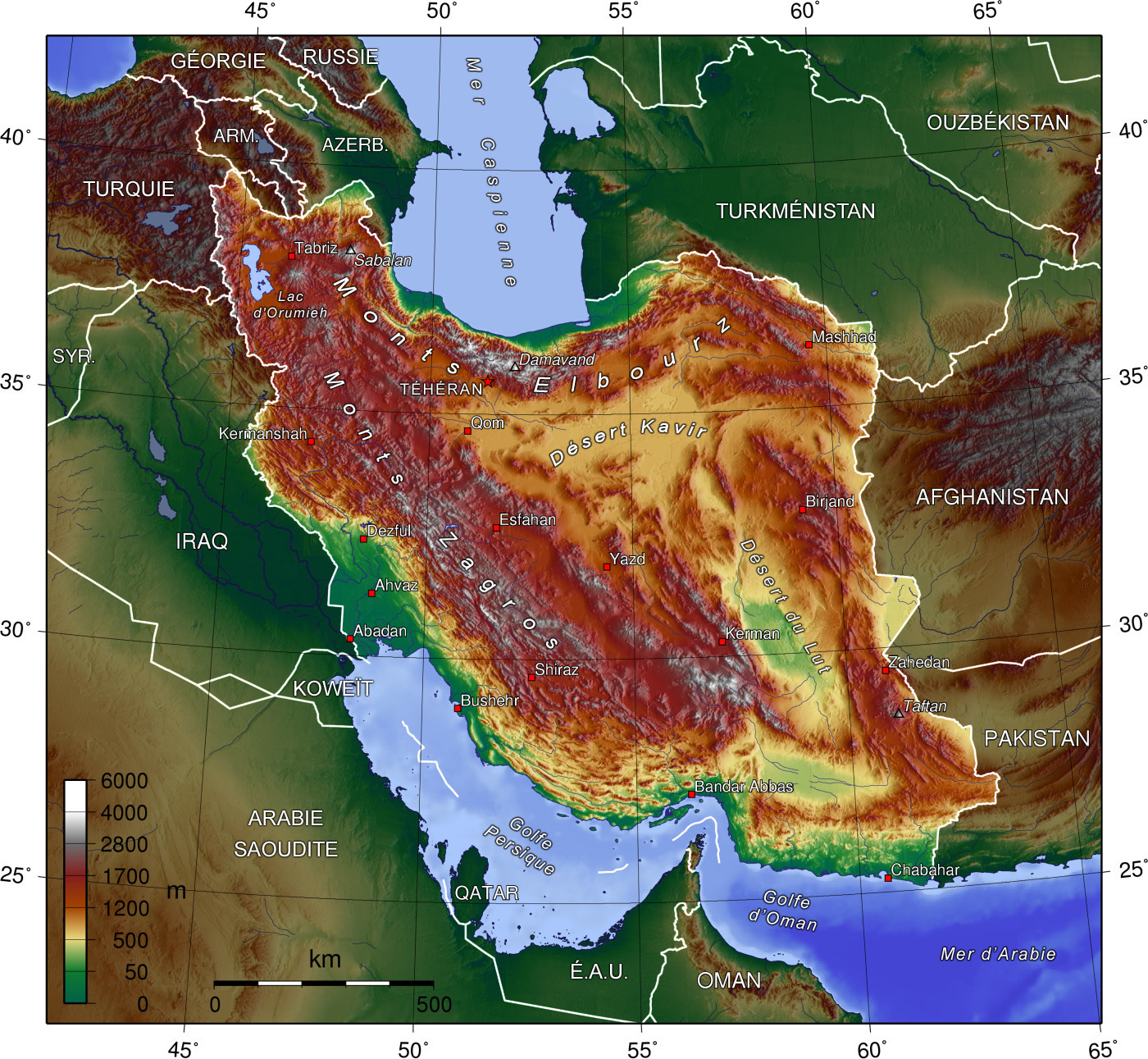
ペルシャ湾の北を北西に伸びるザグロス山脈

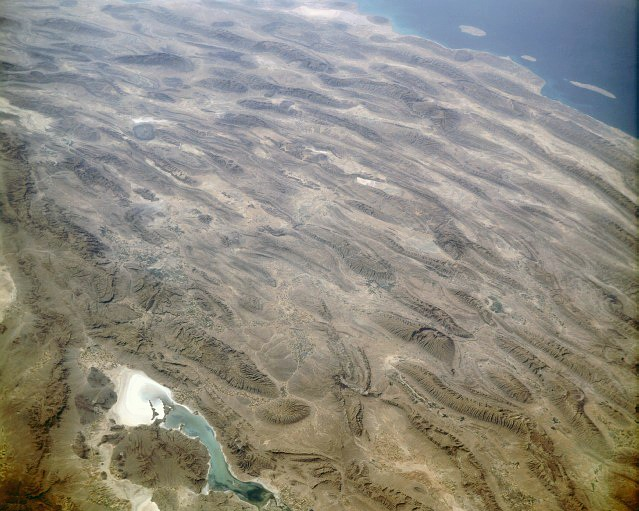
ザグロス山脈

ザグロス山脈（ザグロスさんみゃく、ペルシア語: رشته كوه زاگرس、アラビア語: جبال زغروس、クルド語: çiyayên Zagrosê、英語: Zagros Mountains）は、イラン高原の南西の山脈。イランの南西部からイラク、トルコそれぞれの国境線となる。最高峰はザルド山（海抜4548メートル）。
地名の語源・由来は明らかではなく、古代ギリシア人の名前、ペルシア語でミョウバンを意味する「Zaj」と粘土、土地を意味する「Rost」が転訛したとする説がある。

## 地理
ザグロス山脈はトルコの国境地帯からガズヴィーン・ハマダーン・ケルマーンシャーを結ぶ西北ザグロス、ケルマーンシャーからバンダレ・アッバース・ホルムズに至る狭義のザグロス山脈に分けられ、時にはイランとパキスタンの国境方面に伸びるマクラーン山脈がザグロス山脈の一部に含まれることもある。ザグロス山脈には、規模の大きい渓谷、盆地が多く含まれている。山脈の北斜面を縫って走るシーラーズからハマダーンを結ぶ幹線道路が建設され、中央部をイラン縦貫鉄道(トランス-イラン鉄道)が横断している。
ザグロス山脈はメソポタミア平野の東の境界となる褶曲山脈で、ペルシア湾から吹きつける高温多湿の空気を遮っている。ザグロス山脈の地質は白亜紀から第三紀の堆積岩が主である。イラン中部から南部にかけての地域には海抜3,000m超の峰がいくつか存在するが、東南に移ると高度は大きく低下し、海抜1,500m以下になる。山中には塩湖が多く存在し、山麓には油田、穀倉地帯が広がっている。北西部では小麦、大麦、タバコ、綿花、果実、南東部ではナツメヤシが栽培される。
ザグロス山系に属する地域は1月に気温の低い日が続き、8月に最も気温が高くなる。降雨に恵まれたシーラーズから西北の地域では農耕と定住生活を営むことができ、東南部にも雨水を利用した農業を営むことができる地域が点在する。北部は比較的降水量が多く、高地には万年雪も見られる。雪解け水が流れる渓谷、ザグロス山脈東部からペルシア湾に注ぐカールーン川などの河川は、周辺の地域で行われる農業に利用されている。南部に進むと降水量は減少し、河川の長さは短くなる。
降水に恵まれ、1年の中で寒暖の差が存在するザグロス山脈の北西端には森林、牧草地が広がり、沖積層が点在する。耕作が可能な地域では主に特定の村落での定住生活、半遊牧生活が営まれ、人間が近づきがたい渓谷の高地は豊かな牧草地が広がっているため、遊牧民によって利用されてきた。南のデズ川周辺では切りだった岩が露出しており、耕作に適した土地は少ないため、わずかに点在する小村落で牧畜が営まれる。デズ川からさらに南のカールーン川流域では、高地には森林や牧草地、低地には沖積層、渓谷の底には草が繁茂する。カールーン川流域では定住生活、半遊牧生活、移牧など異なる形態の生活が営まれ、湿潤な地域では米作も可能になっている。降水量が少ない最南端の地域ではカナートが発達し、大麦、ミレット、ナツメヤシが栽培されている。

## 歴史のなかのザグロス山脈
ザグロス山脈からは武器、馬具、装身具、容器、祭器などのルリスターン青銅器が出土している。山脈内には古代オリエントを統一したアケメネス朝の首都、ペルセポリスの遺跡がある。古代ペルシアでは山脈の中央を通過するペルセポリスからエクバタナ（ハマダーン）に至る道路が利用されていた。
14世紀の旅行家イブン・バットゥータは『大旅行記』の中でホルムズからザグロス山脈を越えてシーラーズに向かったことを述べている。

## 軍事基地
2022年、イラン国営テレビはザグロス山脈に建設された軍用ドローンを格納する地下秘密基地の写真を公開した。